# Astrobiologie

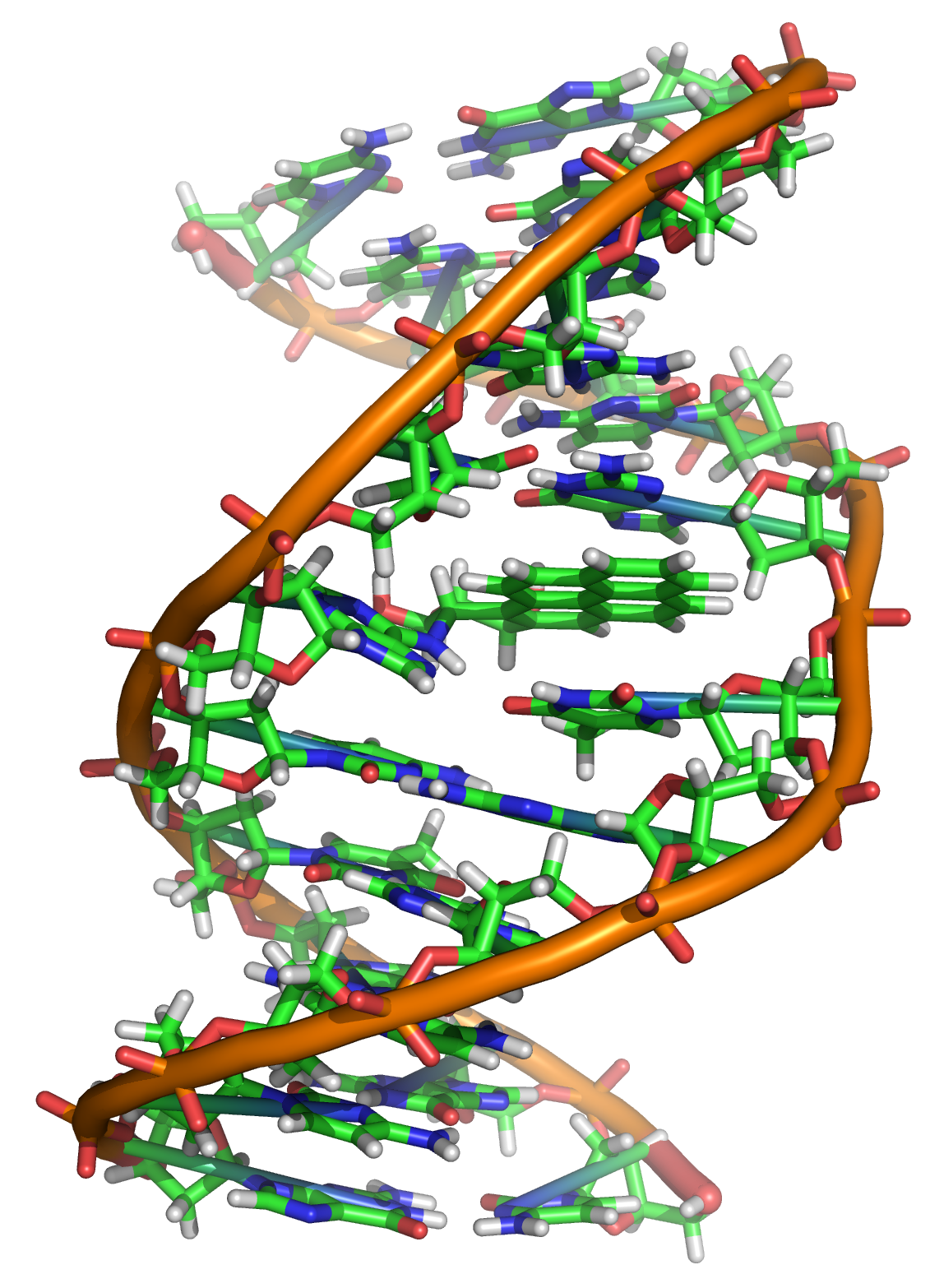
Acizii nucleici pot să nu fie singurele biomolecule din Univers capabile să codifice procesele vieții.

Astrobiologia, cunoscută anterior sub numele de exobiologie, este un domeniu științific interdisciplinar care studiază originile, evoluția timpurie, distribuția și viitorul vieții în Univers. Astrobiologia ia în considerare problema existenței vieții extraterestre și, dacă există, modul în care oamenii o pot detecta.
Astrobiologia folosește biologia moleculară, biofizica, biochimia, chimia, astronomia, cosmologia fizică, exoplanetologia și geologia pentru a cerceta posibilitatea vieții pe alte lumi și pentru a ajuta la recunoașterea biosferelor care ar putea fi diferite de cele de pe Pământ. Originea și evoluția timpurie a vieții este o parte inseparabilă a disciplinei astrobiologiei. Astrobiologia se preocupă de interpretarea datelor științifice existente și, deși speculațiile atrag atenția asupra anumitor idei sau evenimente, astrobiologia se preocupă în primul rând de ipoteze care se încadrează ferm în teoriile științifice existente.
Acest domeniu interdisciplinar cuprinde cercetări cu privire la originea sistemelor planetare, originile compușilor organici din spațiu, interacțiunile stâncă-apă-carbon, abiogeneza pe Pământ, habitabilitatea planetară, cercetarea biosemnaturilor pentru detectarea vieții și studii privind potențialul de adaptare a vieții la provocări pe Pământ și în spațiul cosmic.
Poate că biochimia a început la scurt timp după Big Bang, acum 13,8 miliarde de ani, într-o epocă locuibilă când Universul avea doar 10–17 milioane de ani. Conform ipotezei panspermiei, viața microscopică — distribuită de meteoriți, asteroizi și alte corpuri mici ale Sistemului Solar — poate exista în tot Universul. Potrivit cercetărilor publicate în august 2015, galaxiile foarte mari pot fi mai favorabile pentru crearea și dezvoltarea de planete locuibile decât galaxii mai mici precum Calea Lactee. Cu toate acestea, Pământul este singurul loc din Univers pe care oamenii îl cunosc ca adăpostind viața. Estimări ale zonelor locuibile din jurul altor stele, împreună cu descoperirea a sute de planete extrasolare și noi perspective asupra habitatelor extreme aici, pe Pământ, sugerează că pot exista mult mai multe locuri locuibile în Univers decât se considera posibil până foarte recent.
Studiile actuale asupra planetei Marte de către roverii Curiosity, Opportunity și  Perseverance caută dovezi ale vieții trecute. Căutarea dovezilor de habitabilitate, tafononomie (legată de fosile) și molecule organice de pe planeta Marte este acum un obiectiv principal al NASA și ESA.
Chiar dacă viața extraterestră nu este descoperită niciodată, natura interdisciplinară a astrobiologiei și perspectivele cosmice și evolutive generate de aceasta, pot avea ca rezultat o serie de beneficii aici pe Pământ.

## Cadru general
Termenul a fost propus pentru prima dată de astronomul rus (sovietic) Gavriil Tikhov în 1953. Astrobiologie derivă etimologic din greaca veche ἄστρον, astron, „constelație, stea”; βίος, bios, „viață” și -λογία, -logia, studiu. Sinonimele astrobiologiei sunt diverse; totuși sinonimele au fost structurate în raport cu cele mai importante științe implicate în dezvoltarea sa: astronomia și biologia.  Un sinonim apropiat este exobiologia din grecescul Έξω, „extern”; Βίος, bios, „viață”; și λογία, -logia, studiu. Termenul de exobiologie a fost inventat de biologul molecular și câștigătorul Premiului Nobel Joshua Lederberg. Exobiologia este considerată a avea o sferă îngustă, limitată, în căutarea vieții din exteriorul Pământului, în timp ce domeniul astrobiologiei este mai vast și cercetează legătura dintre viață și univers, care include căutarea vieții extraterestre, dar include și studiul vieții pe Pământ, originea, evoluția și limitele sale.

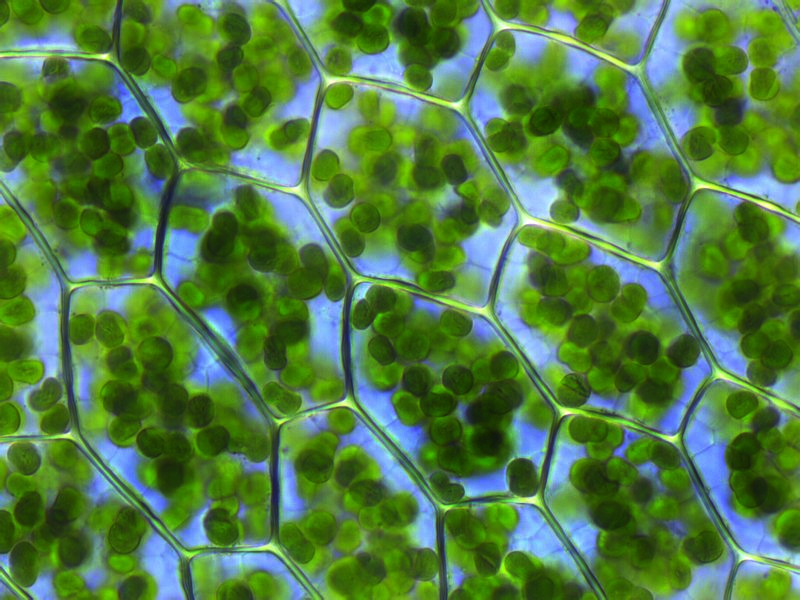
Nu se știe dacă viața în altă parte a universului ar folosi structuri celulare precum cele găsite pe Pământ. (Cloroplastele din celulele vegetale prezentate aici.)

Un alt termen folosit în trecut este xenobiologie, un cuvânt folosit în 1954 de scriitorul de science fiction Robert Heinlein în lucrarea sa The Star Beast. Termenul de xenobiologie este folosit acum într-un sens mai specializat, pentru a însemna „biologie bazată pe chimie străină”, fie că este de origine extraterestră sau terestră (eventual sintetică).
Deși este un domeniu în curs de dezvoltare, întrebarea dacă există viață în altă parte a universului este o ipoteză verificabilă și, prin urmare, o linie validă de cercetare științifică. Deși odată considerată în afara curentului principal al cercetării științifice, astrobiologia a devenit un domeniu de studiu oficial.
Expertul american îm știință planetară David Grinspoon  numește astrobiologia un domeniu al filosofiei naturale, întemeind speculațiile pe necunoscut, în teoria științifică cunoscută. Interesul NASA pentru exobiologie a început odată cu dezvoltarea Programului Spațial al SUA. În 1959, NASA a finanțat primul său proiect de exobiologie, iar în 1960 a fondat un program de exobiologie, care este acum unul dintre cele patru elemente principale ale programului actual de astrobiologie al NASA. În 1971, NASA a finanțat căutarea inteligenței extraterestre (SETI) pentru a căuta frecvențele radio din spectrul electromagnetic pentru comunicațiile interstelare transmise de viața extraterestră din afara Sistemului Solar. Misiunile Viking ale NASA pe Marte, lansate în 1976, au inclus trei experimente de biologie menite să caute metabolismul vieții prezente pe Marte.
Progresele în domeniile astrobiologiei, astronomiei observaționale și descoperirea unor mari varietăți de extremofili cu o capacitate extraordinară de a se dezvolta în cele mai dure medii de pe Pământ, au condus la speculații că viața ar putea fi înfloritoare pe multe dintre corpurile extraterestre din univers. Un accent deosebit al cercetării actuale în astrobiologie este căutarea vieții pe Marte datorită apropierii acestei planete de Pământ și a istoriei geologice. Există un număr tot mai mare de dovezi care sugerează că Marte a avut anterior o cantitate considerabilă de apă la suprafața sa, apa fiind considerată un precursor esențial pentru dezvoltarea vieții bazate pe carbon.
Misiunile special concepute pentru a căuta viața actuală pe Marte au fost sondele programului Viking și sonda Beagle 2. Rezultatele Viking au fost neconcludente, iar Beagle 2 a eșuat la câteva minute după aterizare. O misiune viitoare cu un puternic rol astrobiologic ar fi putut fi Jupiter Icy Moons Orbiter, concepută pentru a studia lunile înghețate ale lui Jupiter — dintre care unele pot avea apă lichidă — dacă nu ar fi fost anulată. La sfârșitul anului 2008, landerul Phoenix a cercetat mediul în ceea ce privește locuibilitatea planetară trecută și prezentă a vieții microbiene de pe Marte și a cercetat istoria apei de acolo.
În 2016, Agenția Spațială Europeană a identificat cinci subiecte principale de cercetare și câteva obiective științifice cheie pentru fiecare subiect. Cele cinci teme de cercetare sunt: 1) Originea și evoluția sistemelor planetare; 2) Originile compușilor organici în spațiu; 3) Interacțiuni rocă-apă-carbon, sinteză organică pe Pământ și pași către viață; 4) Viața și locuibilitatea; 5) Biosemnăturile ce facilitează detectarea vieții.
În noiembrie 2011, NASA a lansat misiunea Mars Science Laboratory transportând roverul Curiosity, care a aterizat pe Marte la craterul Gale în august 2012. Roverul Curiosity cercetează în prezent mediul pentru locuibilitatea planetară trecută și prezentă a vieții microbiene de pe Marte. La 9 decembrie 2013, NASA a raportat că, pe baza dovezilor de la Curiosity care a studiat câmpia Aeolis Palus, craterul Gale conținea un lac străvechi de apă dulce care ar fi putut fi un mediu primitor pentru viața microbiană.

## Metodologie

### Habitabilitate planetară
Când căutăm viață pe alte planete asemănătoare Pământului, unele ipoteze simplificatoare sunt utile pentru a reduce dimensiunea sarcinii astrobiologului. Una este presupunerea informată că marea majoritate a formelor de viață din galaxia noastră se bazează pe chimia carbonului, la fel ca toate formele de viață de pe Pământ. Carbonul este bine cunoscut pentru varietatea neobișnuit de mare de molecule care se pot forma în jurul său. Carbonul este al patrulea element ca abundență din univers, iar energia necesară pentru a face sau rupe o legătură este la nivelul potrivit pentru a construi molecule care nu sunt doar stabile, ci și reactive. Faptul că atomii de carbon se leagă ușor de alți atomi de carbon permite construirea de molecule extrem de lungi și complexe.
Prezența apei lichide este o cerință asumată, deoarece este o moleculă comună și oferă un mediu excelent pentru formarea de molecule complicate pe bază de carbon care ar putea duce în cele din urmă la apariția vieții. Unii cercetători presupun mediile de amestecuri apă-amoniac ca posibili solvenți pentru tipuri ipotetice de biochimie.
O a treia presupunere este concentrarea asupra planetelor care orbitează în jurul stelelor asemănătoare Soarelui pentru probabilități crescute de locuibilitate planetară. Stelele foarte mari au durate de viață relativ scurte, ceea ce înseamnă că viața ar putea să nu aibă timp să apară pe planetele care le orbitează. Stelele foarte mici furnizează atât de puțină căldură încât numai planetele aflate pe orbite foarte apropiate în jurul lor nu ar fi planete înghețate solide, iar pe orbite atât de apropiate, aceste planete ar fi „blocate” în rezonanță de stea. Durata lungă de viață a piticelor roșii ar putea permite dezvoltarea unor medii locuibile pe planete cu atmosfere groase. Acest lucru este semnificativ, deoarece piticele roșii sunt extrem de comune. 
Deoarece Pământul este singura planetă cunoscută că adăpostește viață, nu există o modalitate evidentă de a ști dacă vreuna dintre aceste presupuneri simplificatoare este corectă.

### Încercări de comunicare

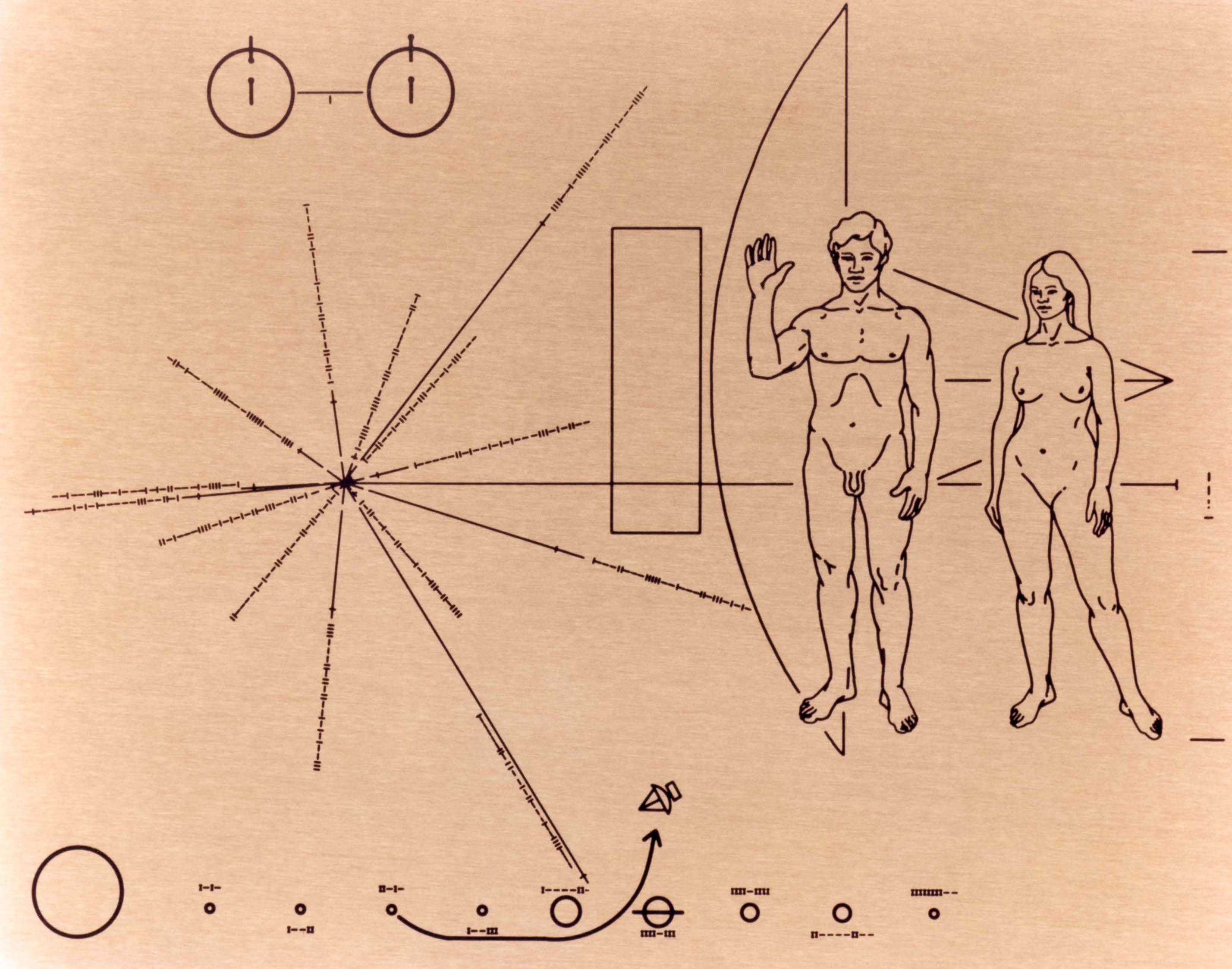
Ilustrația de pe placa Pioneer

Cercetările privind comunicarea cu inteligența extraterestră (CETI) se concentrează pe compunerea și descifrarea mesajelor care ar putea fi teoretic înțelese de o altă civilizație tehnologică. Încercările de comunicare ale oamenilor au inclus difuzarea de limbaje matematice, sisteme picturale precum mesajul Arecibo și abordări computaționale pentru detectarea și descifrarea comunicării în limbaj „natural”. Programul SETI, de exemplu, folosește atât telescoape radio, cât și telescoape optice pentru a căuta semnale deliberate de la o inteligență extraterestră.
În timp ce unii oameni de știință, cum ar fi Carl Sagan, au susținut transmiterea de mesaje, fizicianul Stephen Hawking a avertizat împotriva ei, sugerând că extratereștrii ar putea pur și simplu să atace Pământul pentru resursele sale și apoi să plece mai departe.

### Elemente de astrobiologie

#### Astronomie

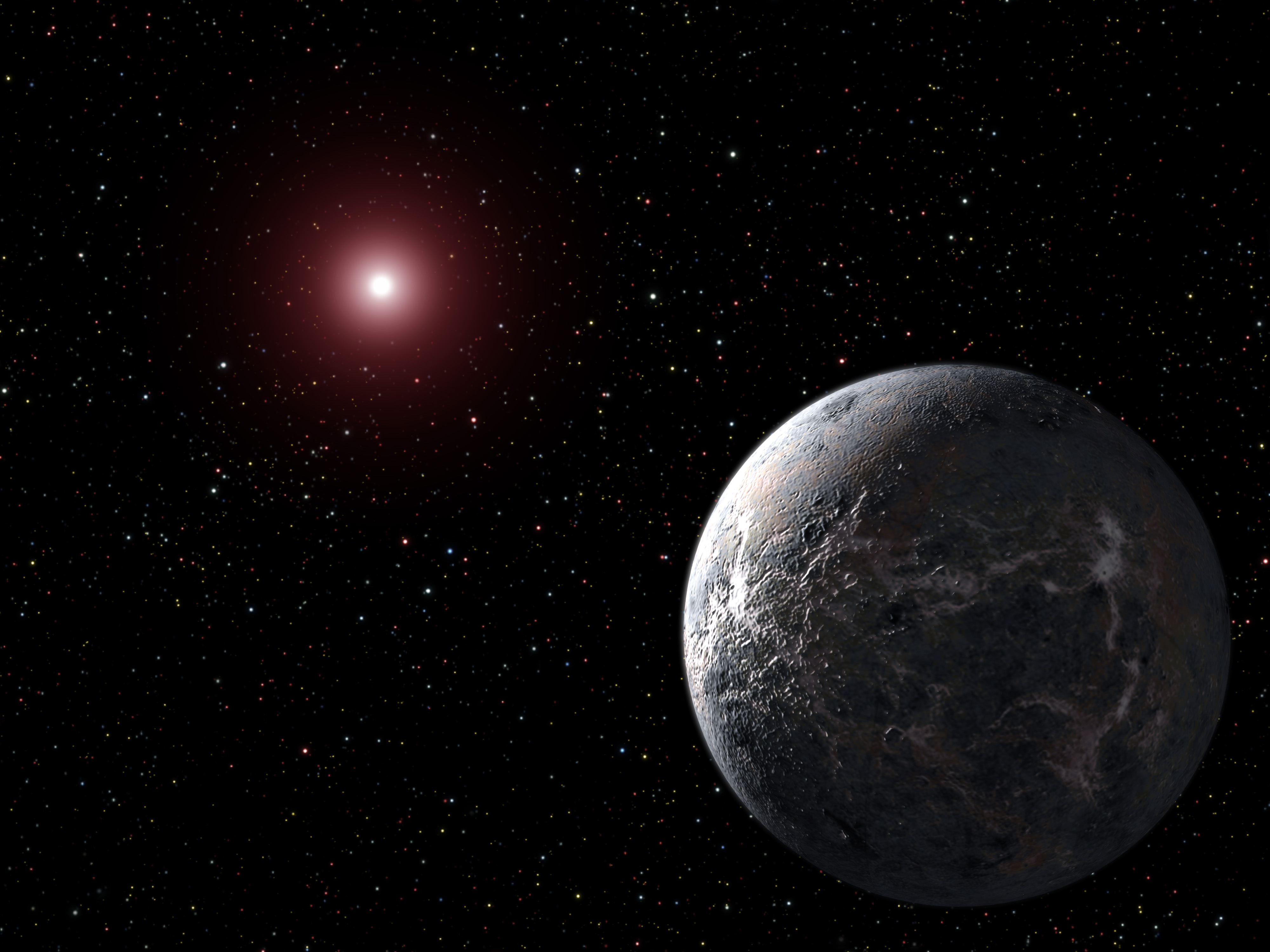
Imaginea artistică a planetei extrasolare OGLE-2005-BLG-390Lb care orbitează în jurul stelei sale la 20.000 de ani-lumină de Pământ. Această planetă a fost descoperită cu ajutorul microlentilelor gravitaționale.

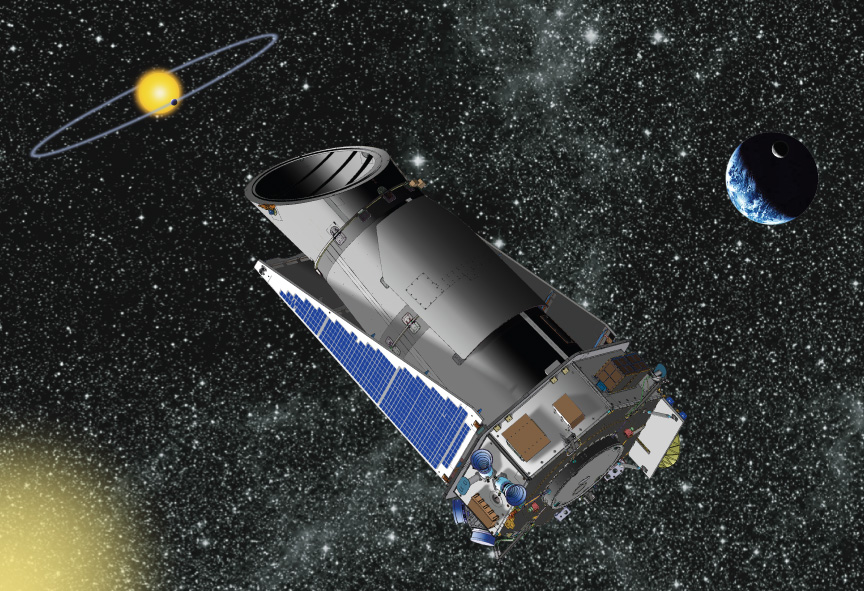
Misiunea Kepler a NASA, lansată în martie 2009, caută planete extrasolare.

Majoritatea cercetărilor de astrobiologie legate de astronomie se încadrează în categoria detectării planetelor extrasolare (exoplanete), ipoteza fiind că dacă viața ar apărea pe Pământ, atunci ar putea apărea și pe alte planete cu caracteristici similare. În acest scop, au fost luate în considerare o serie de instrumente concepute pentru să detecteze exoplanete de dimensiunea Pământului, mai ales Terrestrial Planet Finder (TPF) de la NASA și programul Darwin al ESA, ambele fiind anulate. NASA a lansat misiunea Kepler în martie 2009, iar Agenția Spațială Franceză a lansat misiunea spațială COROT în 2006.
Scopul acestor misiuni nu este doar de a detecta planete de dimensiunea Pământului, ci și de a detecta direct lumina de pe planetă, astfel încât să poată fi studiată spectroscopic. Prin examinarea spectrelor planetare, ar fi posibil să se determine compoziția de bază a atmosferei și/sau a suprafeței unei planete extrasolare. Având în vedere aceste cunoștințe, ar putea fi posibil să se evalueze probabilitatea să existe viață pe planeta respectivă. Un grup de cercetare NASA, Virtual Planet Laboratory, folosește modelarea computerizată pentru a genera o mare varietate de planete virtuale pentru a vedea cum ar arăta dacă ar fi văzute de TPF sau Darwin. Se speră că, odată ce aceste misiuni vor fi active, spectrele lor pot fi verificate încrucișat cu aceste spectre planetare virtuale pentru caracteristici care ar putea indica prezența vieții.
O estimare a numărului de planete cu viață extraterestră comunicativă inteligentă poate fi obținută din ecuația Drake, în esență o ecuație care exprimă probabilitatea de viață inteligentă ca produs al unor factori precum fracția de planete care ar putea fi locuibilă și fracția de planete pe care ar putea apărea viața:
{\displaystyle N=R^{*}~\times ~f_{p}~\times ~n_{e}~\times ~f_{l}~\times ~f_{i}~\times ~f_{c}~\times ~L}
unde:
- N = numărul de civilizații ale galaxiilor din Calea Lactee care sunt deja capabile să comunice în spațiul interplanetar
- R* = rata medie de formare a stelelor în galaxia noastră
- fp = fracțiunea acelor stele care au planete
- ne = numărul mediu de planete care pot susține viața
- fl = fracțiunea de planete care susțin de fapt viața
- fi = fracțiunea de planete cu viață care evoluează pentru a deveni viață inteligentă (civilizații)
- fc = fracțiunea de civilizații care dezvoltă o tehnologie pentru a difuza în spațiu semne detectabile ale existenței lor
- L = perioada de timp în care astfel de civilizații transmit semnale detectabile în spațiu

Deși rațiunea din spatele ecuației este solidă, este puțin probabil ca ecuația să fie constrânsă la limite rezonabile de eroare în curând. Problema cu formula este că nu este folosită pentru a genera sau susține ipoteze deoarece conține factori care nu pot fi verificați niciodată. Primul termen, R*, numărul de stele, este în general constrâns la câteva ordine de mărime. Termenii doi și trei, fp, stele cu planete și fe, planete cu condiții de locuit, sunt evaluați pentru vecinătatea stelei. Drake a formulat inițial ecuația doar ca o agendă pentru discuții la conferința Green Bank, dar unele aplicații ale formulei au fost luate literal și legate de argumente simpliste sau pseudoștiințifice. Un alt subiect asociat este paradoxul lui Fermi, care sugerează că, dacă viața inteligentă este comună în univers, atunci ar trebui să existe semne evidente ale acesteia.
Un alt domeniu activ de cercetare în astrobiologie este formarea sistemelor planetare. S-a sugerat că particularitățile Sistemului Solar (de exemplu, prezența lui Jupiter ca scut protector) ar fi crescut foarte mult probabilitatea de apariție a vieții inteligente pe planeta noastră.

#### Biologie

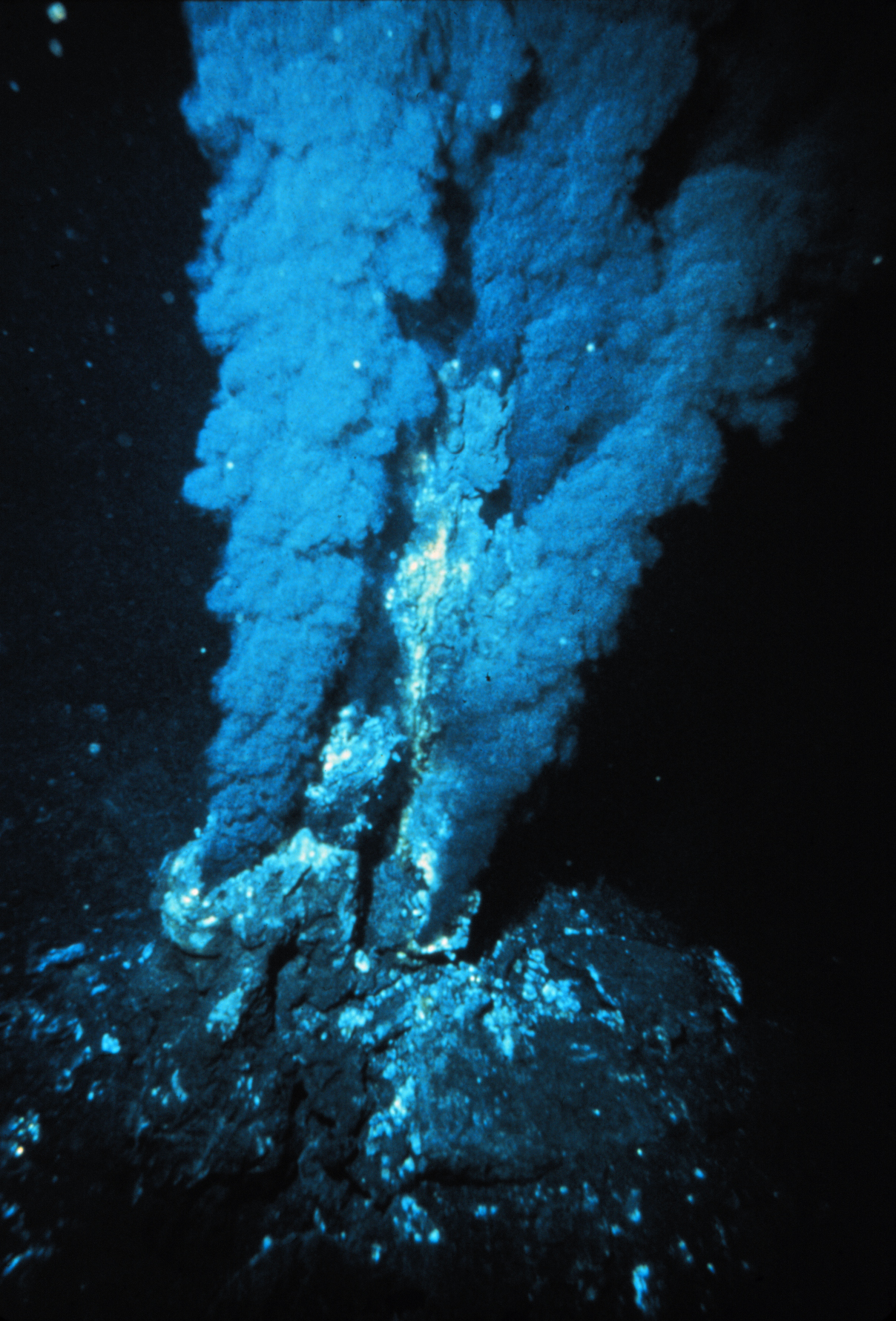
Gurile hidrotermale sunt capabile să susțină bacteriile extremofile de pe Pământ.

Extremofili, organisme capabile să supraviețuiască în medii extreme, constituie un element fundamental de cercetare pentru astrobiologi. Până în anii 1970, se credea că viața depindea în totalitate de energia de la Soare. Plantele de pe suprafața Pământului captează energia de la lumina solară pentru a fotosintetiza zaharurile din dioxid de carbon și apă, eliberând oxigen în procesul care este apoi consumat de organismele care respiră oxigen, trecând energia lor în lanțul trofic. Chiar și viața din adâncurile oceanului, unde lumina solară nu poate ajunge, se credea că își obține hrana fie din consumul de detritus organic plouat din apele de suprafață, fie din consumul de animale care au făcut acest lucru. Se credea că capacitatea lumii de a susține viața depinde de accesul acesteia la lumina solară.
Cu toate acestea, în 1977, în timpul unei scufundări de explorare în Galapagos în submersibilul de explorare de adâncime, oamenii de știință au descoperit colonii de viermi-tub giganți, scoici, crustacee, midii și alte creaturi în jurul caracteristicilor vulcanice submarine cunoscute sub numele de „fumătoare negre”. Aceste creaturi prosperă în ciuda faptului că nu au acces la lumina solară și s-a descoperit de curând că ele cuprind un ecosistem aproape complet independent. Deși majoritatea acestor forme de viață multicelulare au nevoie de oxigen dizolvat (produs prin fotosinteza oxigenată) pentru respirația lor celulară aerobă și, prin urmare, nu sunt complet independente de lumina solară,  baza lanțului lor trofic este o formă de bacterie care își extrage energia din oxidarea substanțelor chimice reactive, cum ar fi hidrogenul sau hidrogenul sulfurat, care vine în bule mici din interiorul Pământului. Alte forme de viață complet decuplate de energia luminii solare sunt bacteriile verzi cu sulf care captează lumina geotermală pentru fotosinteza anoxigenă sau bacteriile care folosesc chemolitoautotrofia bazată pe dezintegrarea radioactivă a uraniului. Această chimiosinteză a revoluționat studiul biologiei și astrobiologiei dezvăluind că viața nu trebuie să fie dependentă de Soare; are nevoie doar de apă și energie pentru a exista.

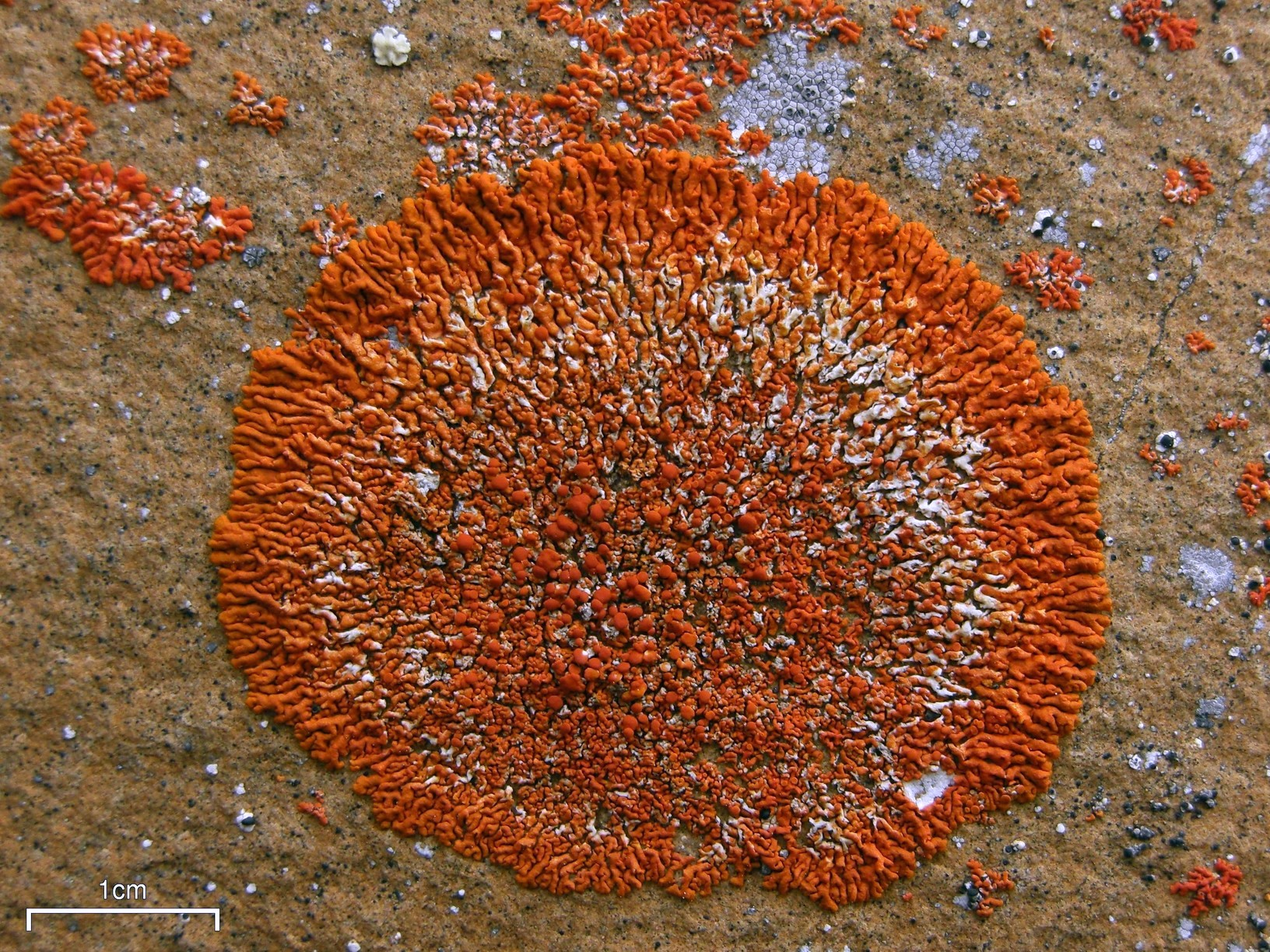
Xanthoria elegans, o specie lichenizată de ciupercă din familia Teloschistaceae, crește pe stânci în zona circumpolară și alpină.

Biologii au descoperit extremofili care se dezvoltă în gheață, apă clocotită, acid, apa reactoarelor nucleare, cristale de sare, deșeuri toxice și într-o serie de alte habitate extreme despre care anterior se credea că nu sunt ospitaliere pentru viață. Acest lucru a deschis o nouă cale în astrobiologie prin extinderea masivă a numărului de posibile habitate extraterestre. Caracterizarea acestor organisme, a mediului lor și a căilor lor evolutive este considerată o componentă crucială pentru înțelegerea modului în care viața ar putea evolua în altă parte a universului. 
De exemplu, printre organismele capabile să reziste la expunerea la vid și radiațiile din spațiul cosmic se numără ciupercile lichen Rhizocarpon geographicum și Xanthoria elegans, bacteria Bacillus safensis, Deinococcus radiodurans, Bacillus subtilis, drojdia Saccharomyces cerevisiae semințe de la Arabidopsis thaliana, precum și animalul nevertebrat tardigrada. Tardigradele nu sunt considerate extremofile adevărate, ele sunt considerate microorganisme extremotolerante care au contribuit la domeniul astrobiologiei. Toleranța lor extremă la radiații și prezența proteinelor de protecție a ADN-ului pot oferi răspunsuri la întrebarea dacă viața poate supraviețui departe de protecția atmosferei Pământului.
Luna lui Jupiter, Europa, și luna lui Saturn, Enceladus, sunt acum considerate cele mai probabile locuri pentru viața extraterestră existentă în Sistemul Solar datorită oceanelor lor subterane, unde încălzirea radiogenă și mareală permite existența apei lichide.
Originea vieții, cunoscută sub numele de abiogeneză, distinctă de evoluția vieții, este un alt domeniu de cercetare în curs de desfășurare. Biochimiștii Aleksandr Oparin și J. B. S. Haldane au afirmat că pe Pământul timpuriu erau condiții propice pentru formarea de compuși organici din elemente anorganice și, astfel, pentru formarea multor substanțe chimice comune tuturor formelor de viață pe care le vedem astăzi. Studiul acestui proces, cunoscut sub numele de chimie prebiotică, a făcut unele progrese, dar încă nu este clar dacă viața s-ar fi putut forma în acest fel pe Pământ. Ipoteza alternativă a panspermiei este că primele elemente ale vieții s-ar fi putut forma pe o altă planetă cu condiții și mai favorabile (sau chiar în spațiul interstelar, asteroizi etc.) și apoi au fost transportate pe Pământ.
Praful cosmic conține compuși organici complecși care ar putea fi creați în mod natural și rapid de stele. În plus, un om de știință a sugerat că acești compuși ar fi putut fi legați de dezvoltarea vieții pe Pământ și a spus că, „Viața de pe Pământ ar fi putut să înceapă mai ușor, deoarece aceste substanțe organice pot servi ca ingrediente de bază pentru viață”.